# 달마중 (드라마)
《달마중》은 MBC에서 1980년 9월 23일에 방영된 추석 특집 드라마이다. 서울 근교에 잇는 애기봉에 얽힌 이야기를 극화하여 잃어가는 문화유산을 발굴해내고 실향민들의 망향의 정을 다뤘다.

## 줄거리
애기봉의 묘지기 강석보 노인의 가족은 항일투사였던 수암 선생의 묘를 지키며 농사를 짓고 살아간다.